# 三宅菊子
三宅 菊子（みやけ きくこ、1938年 - 2012年8月8日以前）は、日本のエッセイスト、編集者。

## 経歴
阿部金剛と三宅艶子の娘として東京に生まれる。弟に彫刻家の阿部鷲丸。
広津和郎の松川事件の取材に同行。1963年9月12日に最高裁は検察側による再上告を棄却し、被告人20人の無罪が確定した。1965年、元被告の佐藤一と結婚。ライターとして『週刊平凡』『平凡パンチ女性版』『an・an』『エル・ジャポン』などに執筆。『an・an』では創刊当時からのメインライターであり、その独特の『an・an』の作り手とされる。
祖母・三宅やす子の代から宇野千代と親しく、1980年代後半『クロワッサン』に宇野の聞き書きを連載した。1990年編集制作事務所4Bを設立、『フィガロジャポン』『家庭画報』など女性雑誌の下請けと単行本の企画をした。
2012年8月8日、東京都千代田区の自宅で心不全のため亡くなっているところを発見された。

## 著書
- 『楽しいひとり暮し 生きることのおしゃれノート』じゃこめてい出版 1979.2
- 『私の好きな名人たち』筑摩書房 1979.11
- 『愛しかた面白ノート 嬉しくて好きで感激なことのコレクション』じゃこめてい出版 1980.10
- 『楽しい二人暮しのABC』大和書房 1981.6
- 『料理は簡単なほど美味しい 食べる悦び・つくる楽しみ』じゃこめてい出版 1982.6 のち三笠書房知的生きかた文庫
- 『男のための簡単うまいものキッチン』リヨン社 1984.12
- 『セツ学校と不良少年少女たち セツ・モードセミナー物語』じゃこめてい出版 1985.1
- 『いそがし人のお助け簡単キッチン』リヨン社 1986.10
- 『ひとり暮しのプログラム 元気なシングルライフの心構えとテクニック』じゃこめてい出版 1987.11
- 『食いしん坊の面白シンプル料理』海竜社 1987.12
- 『宇野千代振袖桜 ちょっと自伝』マガジンハウス (クロワッサンの本) 1989
- 『真夜中のダッフルコート おしゃれ大好き、大嫌い』文化出版局 1991.9

### 共著
- 『商売繁昌 昨今職業づくし』阿奈井文彦共著 中公新書 1976
- 『楽しく暮らす101ヒント なんとかする工夫』松本貴美子、大手うさ子共著　じゃこめてい出版 1980.5